# Forêts humides guinéennes
Les forêts humides guinéennes forment une région écologique identifiée par le Fonds mondial pour la nature (WWF) comme faisant partie de la liste « Global 200 », c'est-à-dire considérée comme exceptionnelle au niveau biologique et prioritaire en matière de conservation. Elle regroupe trois écorégions terrestres d'Afrique de l'Ouest :
- les forêts d'altitude guinéennes
- les forêts de Guinée orientale
- les forêts de plaine de Guinée occidentale